# Autoscaling
Autoscaling (auch Auto Scaling) ist eine Methode im Cloud-Computing-Umfeld, die dafür sorgt, dass die Anzahl der Server innerhalb einer Server-Farm automatisch skaliert wird. Dies bedeutet, dass bei steigender Load die Arbeit von einer größeren Anzahl an Servern erledigt wird. Bei sinkender Load werden überflüssige Server automatisch heruntergefahren.
Der Begriff wurde stark von Amazon.com geprägt und häufig im Zusammenhang mit dem Produkt Amazon Elastic Compute Cloud (EC2) verwendet.

## Einsatzgebiete
Autoscaling wird in Cloud-Computing-Umgebungen eingesetzt, in denen die Serverlast zwischen verschiedenen Servern aufgeteilt wird und starke Schwankungen in der Auslastung der Server auftreten. Bei diesen Websites kommt es häufig vor, dass tagsüber wenig Besucher und abends sehr viele Besucher die Seiten besuchen. Tagsüber ist daher die Auslastung gering und es stehen zu viele Server zur Verfügung. Abends hingegen reicht die Anzahl der Server nicht aus und dadurch entstehen Performanceprobleme. Durch Autoscaling wird automatisch tagsüber bei geringer Besucherzahl die Anzahl der Server reduziert, um abends bei hoher Besucheranzahl so viele Server wie nötig einzusetzen. Die Deutsche Telekom bietet diesen Service beispielsweise im Rahmen der Open Telekom Cloud, eines Public-IaaS-Produktes, an.

## Vorteile
Durch die Reduzierung der Anzahl genutzter Server bei geringer Serverlast können Kosten reduziert werden. Gleichzeitig umgeht man Performanceprobleme durch die Nutzung einer höheren Anzahl an Servern in Spitzenzeiten. Des Weiteren werden DDoS-Attacken technisch nahezu unmöglich – es bleiben jedoch finanzielle Risiken.

## Nachteile
Der erstmalige Aufbau einer solchen Umgebung ist im Regelfall komplizierter.
Die Verwendung von Auto scaling birgt immense finanzielle Risiken, insbesondere wenn der Load ggf. auf DDos-Angriffe zurückzuführen ist. Die Verwendung von Load-Balancern minimiert das Risiko zwar, jedoch ist es Angreifern weiterhin möglich Ressourcen auf Applikations-Ebene zu generieren.